# Lawrence Leung
Lawrence Leung, né le 25 août 1977, est un comédien, écrivain et réalisateur australien originaire de Melbourne. Il est surtout connu pour sa série télévisée Lawrence Leung's Choose Your Own Adventure, basé sur ses one-man-show parlant de ses obsessions, telles que le breakdance, les fantômes, le Rubik's Cube et sa famille.

## Filmographie

### Cinéma
- 2003 : The Long Lunch : Ignatius
- 2007 : Rats and Cats : Journaliste au premier rang

### Télévision
- 2012 : House Husbands : Jasper (2 épisodes)
- 2015 : Maximum Choppage : Simon Chan (6 épisodes)
- 2017 : Newton's Law : Dr. Jarrod Renfree
- 2017 : Top of the Lake : Nate (2 épisodes)
- 2017 : St Francis : Dr. Elvis Kwan
- 2013-2017 : Offspring : Dr. Elvis Kwan[2]
- 2018-2021 : Why Are You Like This? : Daniel[3]
- 2019 : My Life Is Murder : Ken